# Plavecké Podhradie
Plavecké Podhradie és un poble i municipi d'Eslovàquia que es troba a la regió de Bratislava, a l'extrem occidental del país, prop de la frontera amb Àustria.

## Història
La primera menció escrita de la vila es remunta al 1247.

## Demografia
| Godina             | 1994 | 2004   | 2014   | 2024   |
| ------------------ | ---- | ------ | ------ | ------ |
| Nombre de persones | 692  | 696    | 674    | 727    |
| Diferència         |      | +0,57% | −3,16% | +7,86% |

| Godina             | 2023 | 2024   |
| ------------------ | ---- | ------ |
| Nombre de persones | 719  | 727    |
| Diferència         |      | +1,11% |